# Leandro Kappel
Leandro Deyrínio Kappel (* 14. November 1989 in Amsterdam) ist ein niederländisch-surinamischer Fußballspieler.

## Verein
Leandro Kappel begann mit dem Fußballspielen in seiner Geburtsstadt Amsterdam. Er durchlief unterschiedliche Amateurvereine und war zeitweise auch in der Jugend von Ajax Amsterdam aktiv. Im Alter von 20 Jahren verließ er erstmals die Niederlande und wechselte zu Doxa Dramas nach Griechenland, wo er insgesamt drei Spielzeiten spielte. Nach einem kurzen Aufenthalt in Portugal bei Sporting Braga, wo er hauptsächlich in der Reservemannschaft eingesetzt wurde, wechselte er wieder nach Griechenland zurück zu Panetolikos. Nach zwei Jahren, 56 Meisterschaftseinsätzen und neun Toren für Panetolikos wechselte Kappel zur Saison 2016/17 in die Türkei zu Denizlispor. Hier unterschrieb er für zwei Jahre und verbrachte zwei erfolgreiche Spielzeiten (59 Einsätze und 14 Tore). Im Sommer 2018 unterschrieb er einen Vertrag beim Zweitligisten Altay Izmir und drei Jahre später folgte dann der Aufstieg in die Süper Lig. Auch mit Pendikspor, für die er seit 2022 spielte, gelang der sofortige Aufstieg.

## Nationalmannschaft
2022 wurde Kappek vier Mal in der Nationalmannschaft Surinams eingesetzt.